# Sonogno (formaggio)
Nel territorio del comune di Sonogno vengono prodotte diverse tipologie di formaggio.
La produzione è particolarmente rilevante, durante il periodo estivo, sugli alpeggi.
Quantitivamente più importante è la fabbricazione di formaggio d'Alpe ticinese.
Sempre sugli alpeggi vengono prodotti anche formagelle, formaggini di caprino e burro.
Il formaggio Alpe ticinese è un formaggio di latte bovino o di un misto bovino/caprino pastorizzato, particolarmente grasso, tipico della regione svizzera del Canton Ticino. Il suo sapore è molto dolce e dalla consistenza cremosa. Prodotto in luoghi di montagna, è provvisto di crosta, ed è costituito da pasta piuttosto dura (con l'aggiunta di batteri lattici e di sale da cucina). La stagionatura è variabile nel tempo, generalmente è compresa tra i 2 ed i 12 mesi.